# Німецька окупація Норвегії (1940-1945)

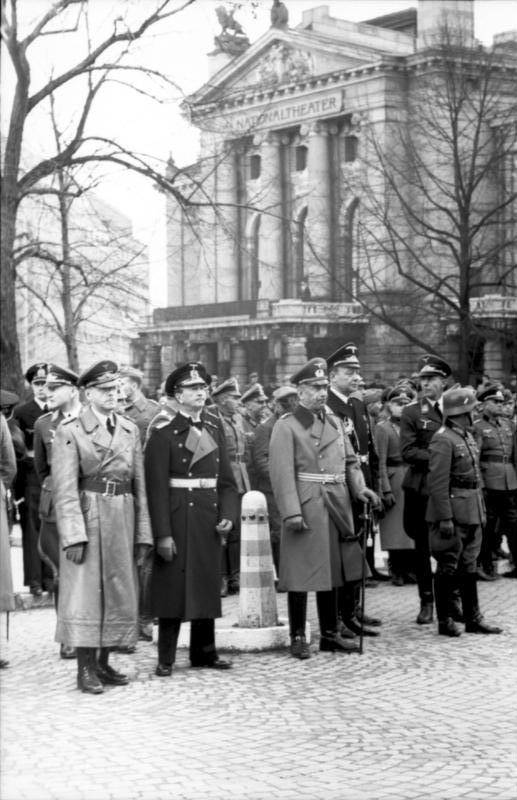
Представники німецької окупаційної влади перед Норвезьким національним театром. Квітень 1940

Німецька окупація Норвегії (нім. Deutsche Besetzung Norwegens 1940–1945 або норв. Norge under andre verdenskrig) — період в історії Норвегії з 1940 до 1945 року, коли Королівство Норвегія перебувало під окупацією нацистською Німеччиною за роки Другої світової війни. Окупація розпочалася 9 квітня 1940 року з початком німецької операції «Везерюбунг». Звичайний збройний опір німецькому вторгненню припинився 10 червня 1940 року, і нацистська Німеччина контролювала Норвегію до капітуляції німецьких військ у Європі 8 травня 1945 року. Протягом цього періоду діяв пронімецький Національний уряд, який правив Норвегією, а норвезький король Гокон VII і довоєнний уряд втекли до Лондона, де вони сформували норвезький уряд у вигнанні. Цивільне управління територіями держави фактично здійснювалося рейхскомісаріатом «Норвегія», який діяв у співпраці з пронімецьким маріонетковим урядом. Цей період військової окупації в Норвегії називають «воєнними роками», «періодом окупації» або просто «війною».

## Передісторія
Хоча нейтралітет залишався найвищим пріоритетом, було відомо, що Норвегія, перш за все, не хоче воювати з Великою Британією. 28 квітня 1939 року нацистська Німеччина запропонувала Норвегії та деяким іншим скандинавським країнам пакти про ненапад. Щоб зберегти нейтральний статус, Норвегія відхилила пропозицію Німеччини, як і Швеція та Фінляндія. До осені 1939 року зростало відчуття неминучості війни в Європі, й Норвегія мала підготуватися не лише до захисту свого нейтралітету, а й до боротьби за свої свободу і незалежність. Зусилля щодо покращення військової готовності були значно активізовані між вереснем 1939 та квітнем 1940 року. Декілька інцидентів у норвезьких територіальних водах, зокрема інцидент з «Альтмарком» у Йоссінг-фіорді, створили велике навантаження на здатність Норвегії утримувати свій нейтралітет. Норвезькому уряду вдалося домовитися про сприятливі торговельні договори як зі Сполученим Королівством, так і з Німеччиною за цих умов, але ставало все більш очевидним, що обидві країни мали стратегічний інтерес у тому, щоб заборонити іншій воюючій державі доступ до Норвегії та її узбережжя.
У березні та квітні 1940 року під приводом німецької агресії були розроблені британські плани вторгнення до Норвегії, головним чином для того, щоб досягти та знищити шведські залізорудні копальні в Гелліваре. Було сподівання, що це відверне німецькі сили від Франції та відкриє фронт війни на півдні Швеції.
Британський план полягав у тому, щоб встановити мінні поля в норвезьких водах (операція «Вілфред»), а після мінування висадити війська в чотирьох норвезьких портах: Нарвік, Тронгейм, Берген і Ставангер. Було сподівання, що мінування спровокує певні дії нацистської Німеччини, що вимагатиме негайної відповіді з боку союзників. Однак через англо-французькі суперечки дату мінування перенесли з 5 квітня на 8 квітня. Відтермінування виявилося катастрофічним. 1 квітня німецький фюрер Адольф Гітлер наказав розпочати 9 квітня німецьке вторгнення до Норвегії; 8 квітня, коли норвезький уряд був зайнятий серйозним протестом проти британського мінування, німецькі експедиційні сили вже були відмобілізовані та зосереджені у районах збору.

## Вторгнення
Відповідно до стратегії ведення блискавичної війни, німецькі війська атакували Норвегію з моря та повітря в ході операції «Везерюбунг». Перша хвиля німецьких сил вторгнення налічувала лише близько 10 000 осіб. Кораблі Крігсмаріне увійшли в Осло-фіорд, але були зупинені, коли артилерія і торпеди фортеці Оскарсборг потопили німецький флагман, важкий крейсер «Блюхер», і потопили або пошкодили інші кораблі німецької оперативної групи. «Блюхер» транспортував сили, які мали захопити норвезьку столицю та забезпечити контроль над політичним апаратом у Норвегії, тому потоплення та загибель понад 1000 людей серйозно затримали німців, так що норвезький король і уряд мали шанс втекти з Осло. В інших містах, які зазнали нападу, німці зіткнулися зі слабким опором або взагалі не зустріли його. Фактор несподіванки та неготовність Норвегії до широкомасштабного вторгнення такого роду принесли німецьким військам початковий успіх.
Основні норвезькі порти від Осло на північ до Нарвіка були зайняті передовими загонами німецьких військ, які транспортувалися есмінцями. Один парашутний батальйон опанував аеродроми Осло і Ставангер. Норвезький опір у Нарвіку, Тронгеймі (друге місто Норвегії та стратегічний ключ до Норвегії), Бергені Ставангері і Крістіансанді було подолано дуже швидко, а ефективний опір Осло морським десантам було зведено нанівець, коли німецькі війська з аеродрому увійшли до міста. Перші війська, які зайняли Осло, нахабно увійшли в місто, маршируючи за німецьким військовим духовим оркестром.

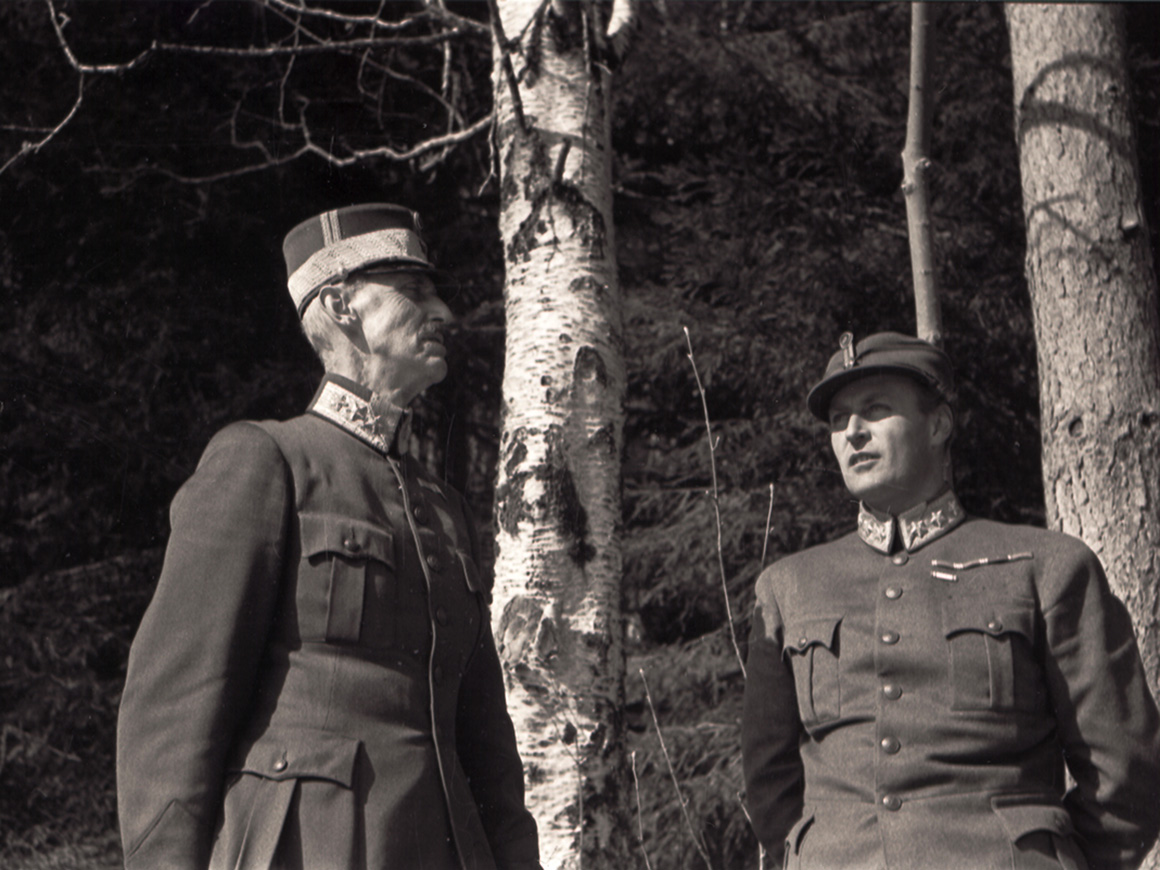
Норвезький король Гокон VII і кронпринц Олаф ховаються на околицях Молде під час німецького бомбардування у квітні 1940 року

Закріпившись в Осло та Тронгеймі, німці розпочали наземний наступ проти розрізненого опору всередині Норвегії. Війська союзників здійснили кілька спроб контратак, але всі вони провалилися. Хоча опір у Норвегії спочатку був незначний, він мав значний політичний ефект, дозволивши норвезькому уряду, включаючи королівську родину, втекти.
Норвезькій мобілізації завадила захоплення німцями значної частини важливих об'єктів інфраструктури в перші 24 години вторгнення, незрозумілий урядовий наказ про мобілізацію та загальне замішання, викликане величезним психологічним шоком від раптової німецької атаки. Норвезька армія згуртувалася після початкового замішання і кілька разів зуміла дати жорсткий бій, затримуючи наступ німців. Однак німці, швидко посилені танковими та моторизованими батальйонами виявилися нестримними завдяки своїй перевазі в чисельності, підготовці та оснащенні.
14 квітня британські та французькі війська почали висадку в Нарвіку. Незабаром після цього британські війська висадилися в Намсосі та Ондалснесі, щоб атакувати Тронгейм з півночі та з півдня відповідно. Німці, однак, висадили свіжі війська в тил британців у Намсосі та просунулися вгору по Гудбрандсдалю від Осло проти сил у Ондалснесі. До цього часу німці мали в Норвегії близько 25 000 чоловік. До 2 травня Намсос і Ондалснес були евакуйовані британцями. 5 травня останні норвезькі осередки опору, що залишилися в Південній і Центральній Норвегії, були розбиті під Він'єсвінгеном і фортецею Хегра.
Найзапекліші бої спалахнули на півночі королівства, в ході битви за Нарвік. Протистоявши більшій у п'ять разів кількості британських і французьких військ, війська вермахту фактично були близькі до капітуляції, перш ніж остаточно вислизнути з Нарвіка 28 травня. Але, німці були здивовані, коли 3 червня британці почали залишати Нарвік. На той час німецький наступ у Франції розвинувся до такого ступеня, що британці більше не могли дозволити собі проведення жодних операцій у Норвегії, і 25 000 британців і французів було евакуйовано з Нарвіка. Король Гокон VII і частина його уряду вирушили до Англії на британському крейсері «Глазго» для створення норвезького уряду у вигнанні.

## Окупація
У перший день вторгнення Квіслінг за власною ініціативою виступив по радіо в студії NRK в Осло о 19:30 9 квітня, оголосив себе прем'єр-міністром і наказав негайно чинити будь-який опір. Це не сподобалося німецькій владі, яка спочатку бажала залишення на своїх місцях законного уряду. Проте, коли стало очевидно, що Стортинг не здасться, німці швидко визнали Квіслінга. Гітлер, не знайшовши нікого кращого, підтримав його з вечора 9 квітня. Німці вимагали, щоб король Гокон офіційно призначив його прем'єр-міністром і повернув свій уряд до Осло; по суті, надаючи юридичну санкцію вторгненню.
Коли посол Німеччини в Норвегії Курт Бройер представив Гокону вимоги свого уряду, король дав зрозуміти, що він зречеться престолу, ніж погодиться призначити Квіслінга прем'єр-міністром. Німці відреагували бомбардуванням села, в якому, як вони вважали, переховується норвезький король. Але Гокон покинув село, коли спостерігачі почули звук бомбардувальників. Стоячи на снігу в сусідньому лісі, він бачив як німецька авіація знищує село Нюбергсунд. Це спонукало норвезький уряд одноголосно порадити йому не призначати жодного уряду на чолі з Квіслінгом. Окупанти зрозуміли, що партія Квіслінга не може отримати істотної підтримки, і швидко відтіснили його. 15 квітня була створена адміністративна рада на чолі з Інгольфом Ельстером Крістенсеном для управління тими територіями, які перебували на той час під контролем Німеччини. Рада була скасована 20 вересня 1940 року, коли рейхскомісар Йозеф Тербофен сформував власний кабінет.

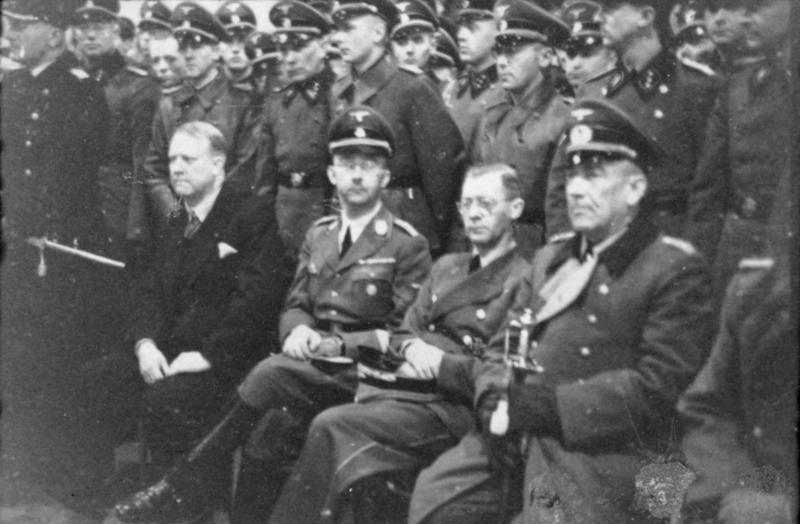
Візит Гіммлера до Норвегії. На фото він разом з Квіслінгом, генералом Ніколаусом фон Фалькенгорстом і рейхскомісаром Норвегії Йозефом Тербофеном

20 лютого 1942 року Квіслінга було знову призначено главою держави, хоча Тербофен зберіг єдиний засіб використовувати насильство як політичний інструмент, що він і робив кілька разів. Квіслінг вважав, що завдяки забезпеченню економічної стабільності та посередництву між норвезьким цивільним суспільством і німецькими окупантами його партія поступово завоює довіру та впевненість норвезького населення. Членство в «Національній єдності» справді дещо зросло в перші кілька років окупації, але ніколи не досягало значних рівнів і зменшилося до кінця війни.
Вермахт дислокував на території окупованого королівства значні сили, такі як армія «Норвегія» і угруповання Люфтваффе, які залишалися під прямим командуванням ОКВ протягом усієї війни, але всі інші повноваження належали рейхскомісару. Нацистська влада робила спроби прийняти законодавство, яке підтримувало б її дії та політику; тому вона заборонила всі політичні партії, крім «НЄ», призначала місцевих лідерів зверху і змусила профспілки та інші організації прийняти лідерів НЄ. Хоча існував великий опір більшості політики нацистського уряду, існувала значна співпраця в забезпеченні економічної діяльності та програмах соціального забезпечення.
Норвегія стала найбільш сильно укріпленою країною під час війни: кілька сотень тисяч німецьких солдатів були розміщені в Норвегії, у співвідношенні один німецький солдат на кожні вісім норвежців. Більшість німецьких солдатів вважали, що їм пощастило опинитися в Норвегії, особливо в порівнянні з тими, хто переживав жорстоке бойове випробування на Східному фронті.
СС утримували в Норвегії шість тисяч військових своєї організації на чолі з СС-обергрупенфюрером Вільгельмом Редісом, вищим керівником СС і поліції з червня 1940 року до кінця війни. Більшість цих військ перебувала під владою Ваффен-СС та керівників поліції. У листопаді 1944 року було призначено трьох керівників СС і поліції, підлеглих Редісу: СС-оберфюрер Гайнц Рох для Північної Норвегії, СС-оберфюрер Ріхард Казерер для Центральної Норвегії та СС-групенфюрер Якоб Шпорренберг для Південної Норвегії.

### Голокост у Норвегії
До початку окупації в Норвегії мешкало щонайменше 2173 євреї. Щонайменше 775 з них були заарештовані, затримані та/або депортовані. 742 було вбито в концтаборах, 23 померли внаслідок позасудових розстрілів, убивств і самогубств під час війни; таким чином загальна кількість загиблих норвезьких євреїв сягнула щонайменше 765 людей. Окрім тих небагатьох, хто вцілів у концентраційних таборах, деякі також вижили, втікши з країни, переважно до Швеції, але деякі також до Великої Британії.

### Колаборація
Серед норвежців, які підтримували партію Національна єдність (норв. Nasjonal Samling), порівняно небагато були активними колабораціоністами. Найбільш сумнозвісним серед них був Генрі Ріннан, лідер спецпідрозділу «Лола» (Sonderabteilung Lola) (місцеві звали її також Rinnanbanden або «банда Ріннан»), групи інформаторів, які проникали в норвезький опір, таким чином сприявши захоплення та ліквідації багатьох його членів.
Іншими колаборантами нацистів були «державна поліція» (Statspolitiet (STAPO), поліція, яка діяла незалежно від звичайної поліції. Statspolitiet була тісно пов'язана з режимом Квіслінга і також отримувала накази безпосередньо від німецької поліції безпеки.
Гірден був фашистським воєнізованим формуванням, члени якого підпорядковувалися правлячій партії. Гірден мав широкий мандат, який включав застосування насильства.
Крім того, близько 15 000 норвежців добровільно зголосилися служити на боці нацистів. 6000 з них, були відправлені до бойового складу частини німецьких СС, більшість воювала на Східному фронті.